# Jönköping (kraj)
Jönköping (švédsky Jönköpings län) je kraj na jihu Švédska. Sousedí s kraji Halland, Västra Götaland, Östergötland, Kalmar a Kronoberg. Hlavním a největším městem je Jönköping. V březnu 2011 byl počet obyvatel v kraji 337,013. Přibližně čtvrtina obyvatel kraje žije v městské oblasti Jönköping-Husqvarna kolem jezera Vättern.

## Obce
Území kraje se člení na 13 samosprávných obcí (kommuner):

Obce v kraji Jönköping

| Obec      | Sídlo                   | Kód obce (SCB) | Počet obyvatel (30. 9. 2024) |
| --------- | ----------------------- | -------------- | ---------------------------- |
| Aneby     | Aneby                   | 0604           | 6 826                        |
| Eksjö     | Eksjö                   | 0686           | 17 759                       |
| Gislaved  | Gislaved                | 0662           | 28 938                       |
| Gnosjö    | Gnosjö                  | 0617           | 9 172                        |
| Habo      | Habo                    | 0643           | 13 424                       |
| Jönköping | Jönköping               | 0680           | 147 292                      |
| Mullsjö   | Mullsjö                 | 0642           | 7 577                        |
| Nässjö    | Nässjö                  | 0682           | 31 635                       |
| Sävsjö    | Sävsjö                  | 0684           | 11 586                       |
| Tranås    | Tranås                  | 0687           | 18 629                       |
| Vaggeryd  | Skillingaryd a Vaggeryd | 0665           | 14 840                       |
| Vetlanda  | Vetlanda                | 0685           | 27 534                       |
| Värnamo   | Värnamo                 | 0683           | 34 522                       |